# Kumáni
Kumáni (turkicky quman, qun – „stepní“; maďarsky kun(ok); latinsky Cuni, Cumana; řecky Koumanoi; v hornoněmčině Valwen, Falben neboli „plaví“; arménsky Xartešk'n, rovněž jako „plaví“), v Uhrách známí také jako Kunové či Kuni, byly kočovné kmeny turkického původu příbuzní Pečeněhům. Byli západní větví Kypčaků, nebo si byli přinejmenším příbuzní. Obě skupiny jsou v ruských pramenech shodně nazývani jako „Polovci“ (starorusky, „stepní“), staročesky „Plavci“ (dnes užíváno jen vzácně, zvláště pak pro ty, kteří se usadili v Uhrách). 
Kumáni jako pojem se zpravidla vztahuje k západním Kypčakům, kteří jsou známí tím, že se část z nich ve vrcholném středověku dostala do střední Evropy a někteří se trvale usadili v Uhrách. Předtím obývali severní pobřeží Černého moře a břehy řeky Volhy. Oblast obývaná Kumány byla známa jako Kumánie (latinsky Cumania), stejně bylo nazýváno autonomní kumánské teritorium Kunság v Uhrách. 
Mnozí autoři považují název Kumáni (Polovci, Plavci) jen za alternativní označení pro všechny Kypčaky, kterého se používalo v západních textech. Jiní autoři prostě konstatují, že vztah názvů Kumáni a Kypčaci je sporný.

## Historie

### Kumánsko-kypčacký svaz

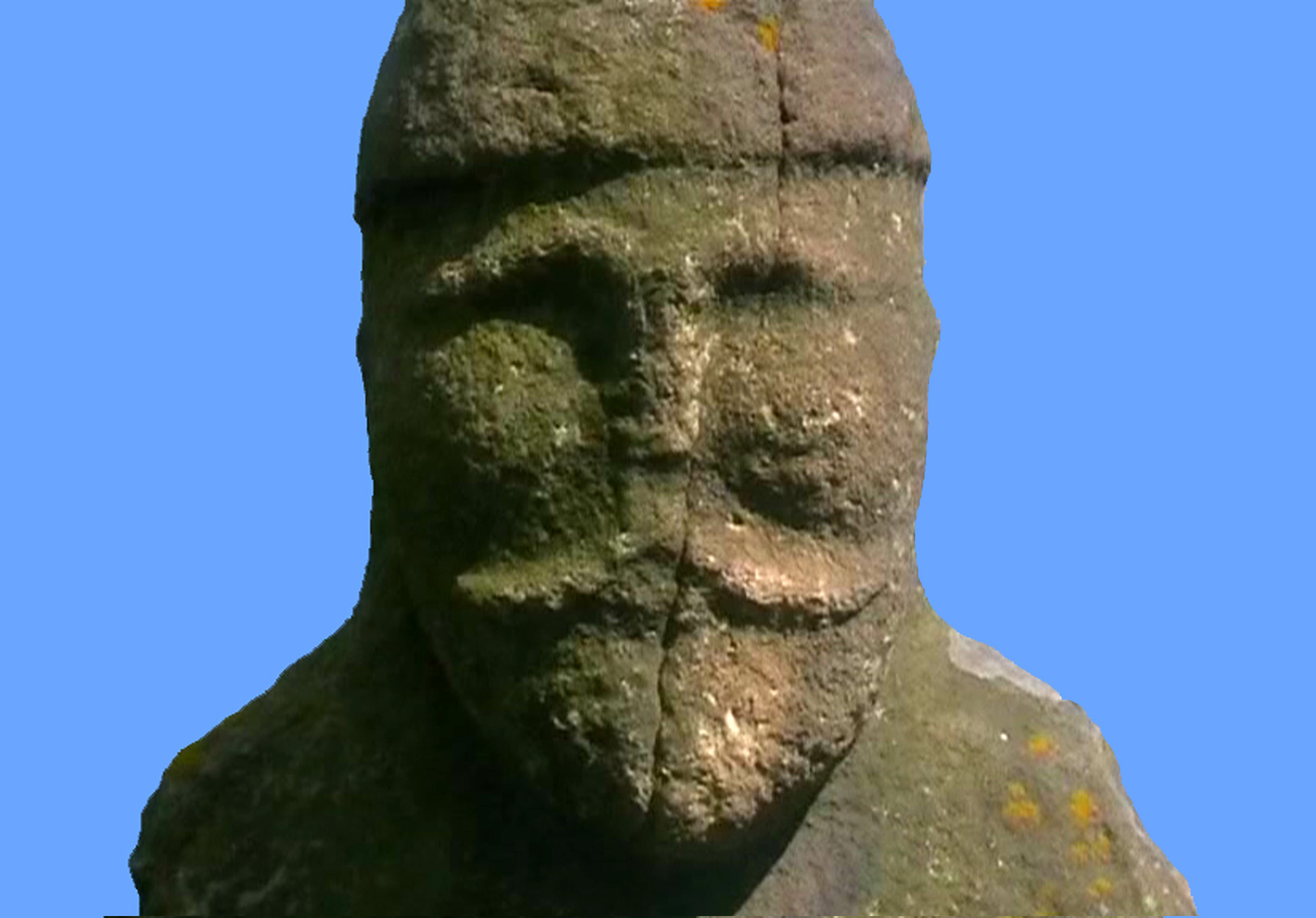
Kumánsko-kypčacká socha z 12. století v Luhansku

Kočovní Kumáni náleželi k západní části Kumánsko-kypčacké konfederace, velkého kmenového svazu (chanátu) s chánem v čele, který se rozprostíral na rozsáhlém území mezi Asií do Evropou a při pobřežích Černého i Kaspického moře.
Na začátku 11. století část Kypčaků/Kumánů pronikla do Černomoří a na severní Kavkaz, později i do střední a jižní Evropy (Bulharsko, Krym), zbytek zůstal v Černomoří. Kumánsko-kypčacké kmeny odsud ovlivňovaly dění na Kavkaze a také Chórezmské říše. Kypčacké kmeny se významně podílely na etnogenezi Kazachů, Nogajců, Baškirů a Tatarů.
Ve 13. století, tj. po mongolské invazi na Rus (1237), mnoho z nich hledalo útočiště v Uhrách v dnešním Maďarsku a následně v Bulharsku. Kumáni však v Uhrách i Bulharsku sídlili i před mongolskou invazí.

### Uherská Kumánie

Znak uherské Kumánie (Kunság)

Tzv. bílí Kumáni uprchli před Mongoly do Uherska, kde je i s vládcem Kötenem (Kotjan, Kuten) přijal Béla IV. a usadil mezi Dunajem a Tisou na území Velké dunajské nížiny, která byla zpustošena a vylidněna během mongolského vpádu do Uher v letech 1241 a 1242. Kumáni bojující ve vojsku uherského krále Ladislava Kumána, který byl po matce sám poloviční Kumán, významnou měrou přispěli k porážce českého krále Přemysla Otakara II. v bitvě na Moravském poli roku 1278.

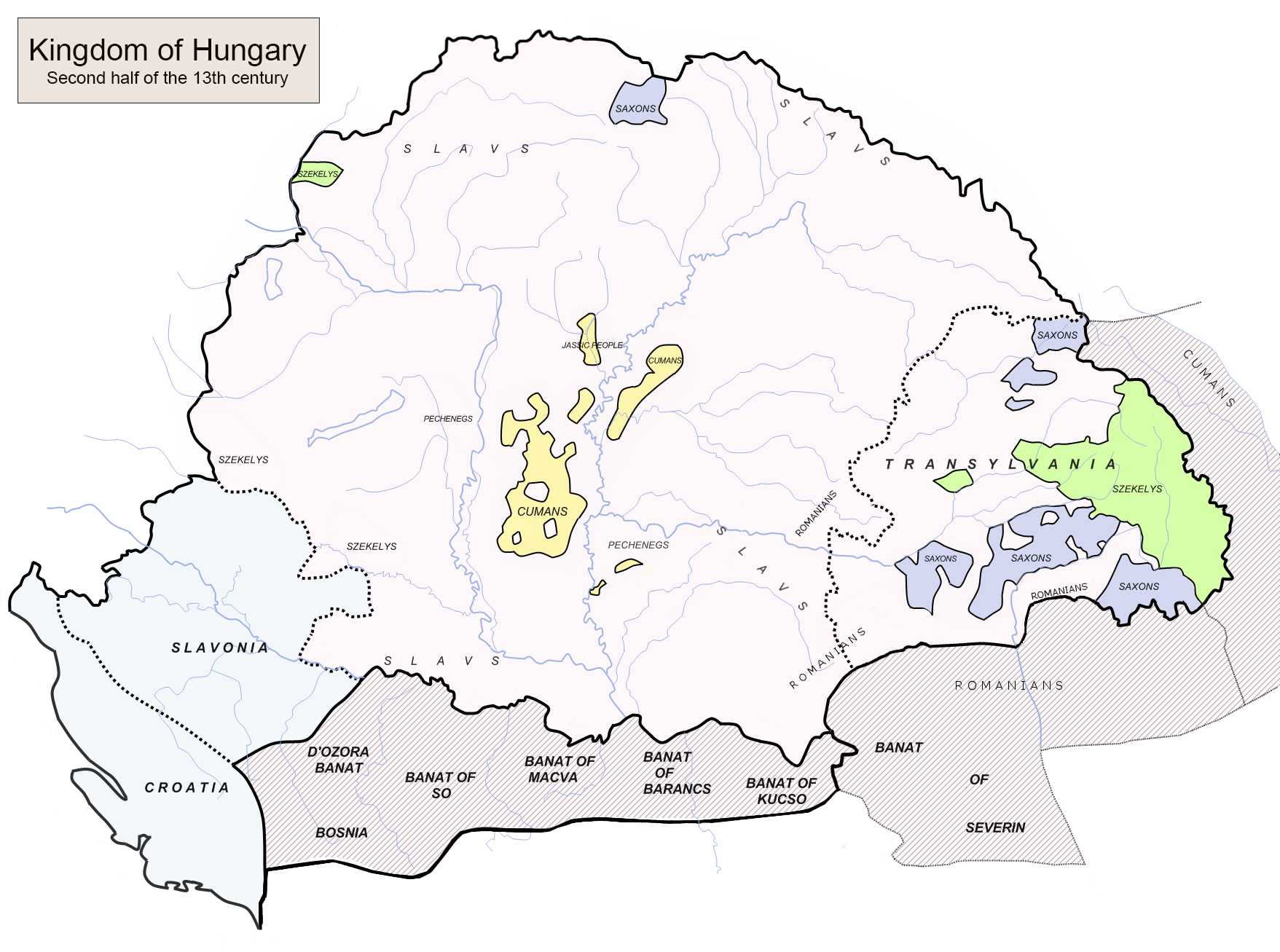
Teritoria Kumánů (žlutá) v Uhrách na počátku 13. století

Jako jedna z rozhodujících složek ve vojsku uherského krále Kumáni v letech 1252, 1271, 1278 a 1304 během válek uherských králů s Přemyslovci vtrhli na Moravu, přičemž se dopouštěli krutostí na obyvatelstvu a tisíce lidí odvlekli do zajetí. Na obranu před vpády byla na východní hranici založena města jako Uherské Hradiště nebo Uherský Brod. 
Petr Žitavský píše o krutostech Kumánů, které označuje jako pohany, při vpádu v roce 1304:
| „                     | Zatím vévoda rakouský s Uhry, Bulhary a pohany, provázen ukrutností, dral se dravou dravostí Moravou a zanechal tam příšerné stopy své zmužilosti a svého vítězství, po staletí neslýchané. Neboť zahubil mečem a ohněm na čtyři tisíce lidí obojího pohlaví; také zástupy panen a paní a ostatních žen bídně vyvedlo za zemské hranice ono strašné pohanské vojsko. Ukazuje dosud tuto pohromu požár kostela v Ivančicích, v němž zahynulo tak veliké množství lidí, že rozpuštěná tučná mastnota, vytékající z lidských mrtvol, utvořila do velké vzdálenosti veliký proud. | “ |
| — Zbraslavská kronika | |   |

Pro svoji vizáž – tenké špičaté kníry, vyholenou lebku a hustý cop splývající z temene, která byla doplněna odíváním se do kaftanů a plstěnou čapkou na mongolský způsob, byli v českých zemích zaměňováni za Tatary. K definitivnímu pokřesťanštění pohanských Kumánů usazených v Uhersku na území Malé a Velké Kumánie došlo až v 16. století.
Poslední mluvčí hovořící kumánským jazykem zemřel na území dnešního Maďarska roku 1770. Autonomie uherské Kumánie (Kunság) byla zrušena roku 1876.

## Galerie obrázků

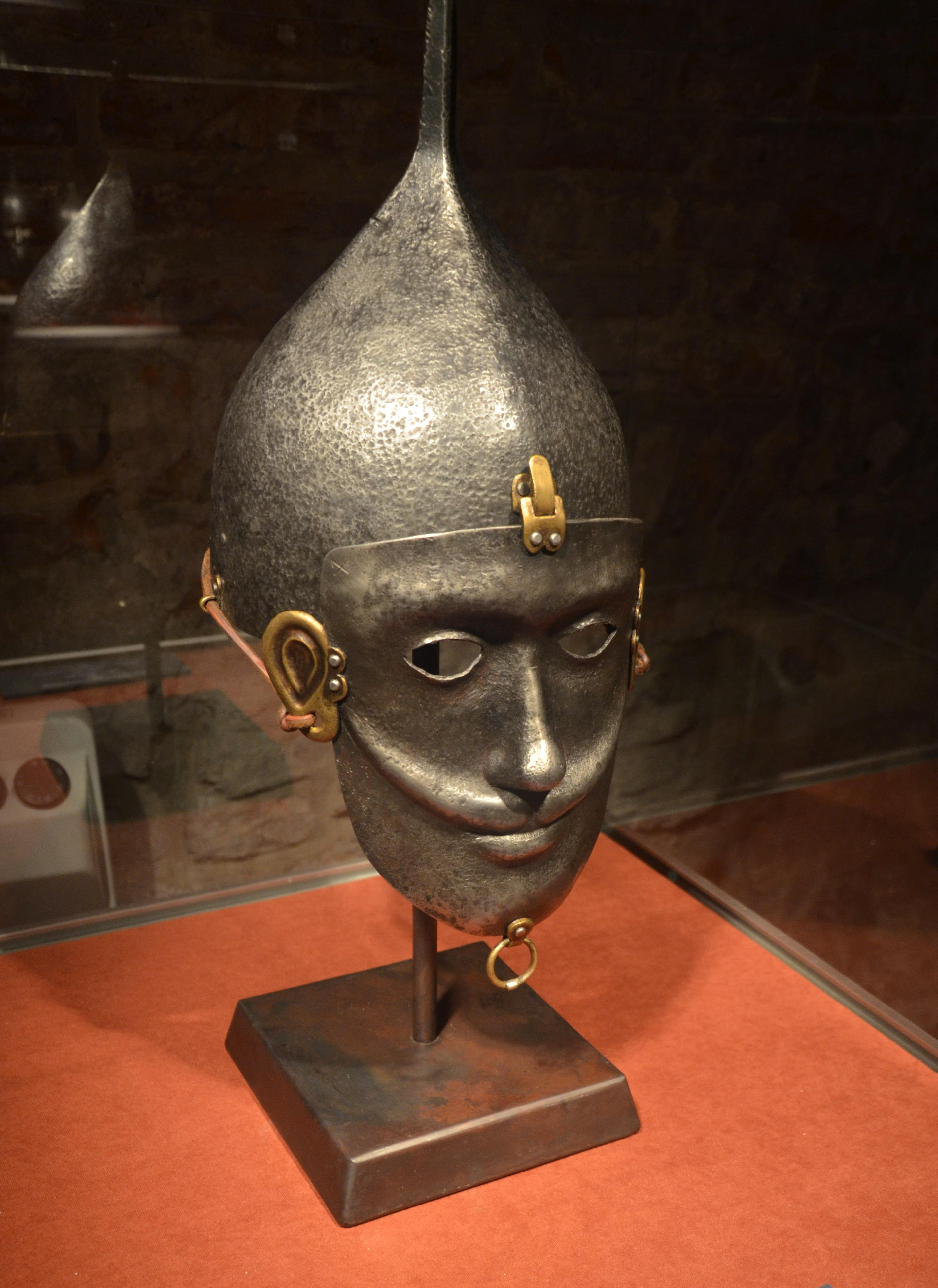
Kypčacká přilba ze 13. století
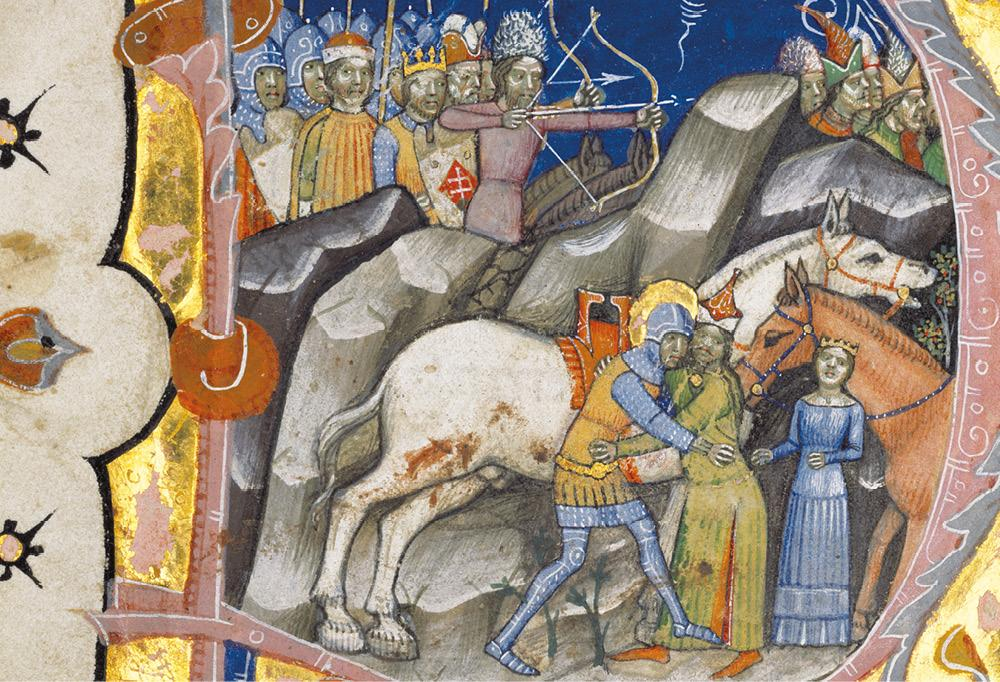
Svatý Ladislav bojuje v souboji s Kumánem, který unesl dívku (Chronicum Pictum, 1358)
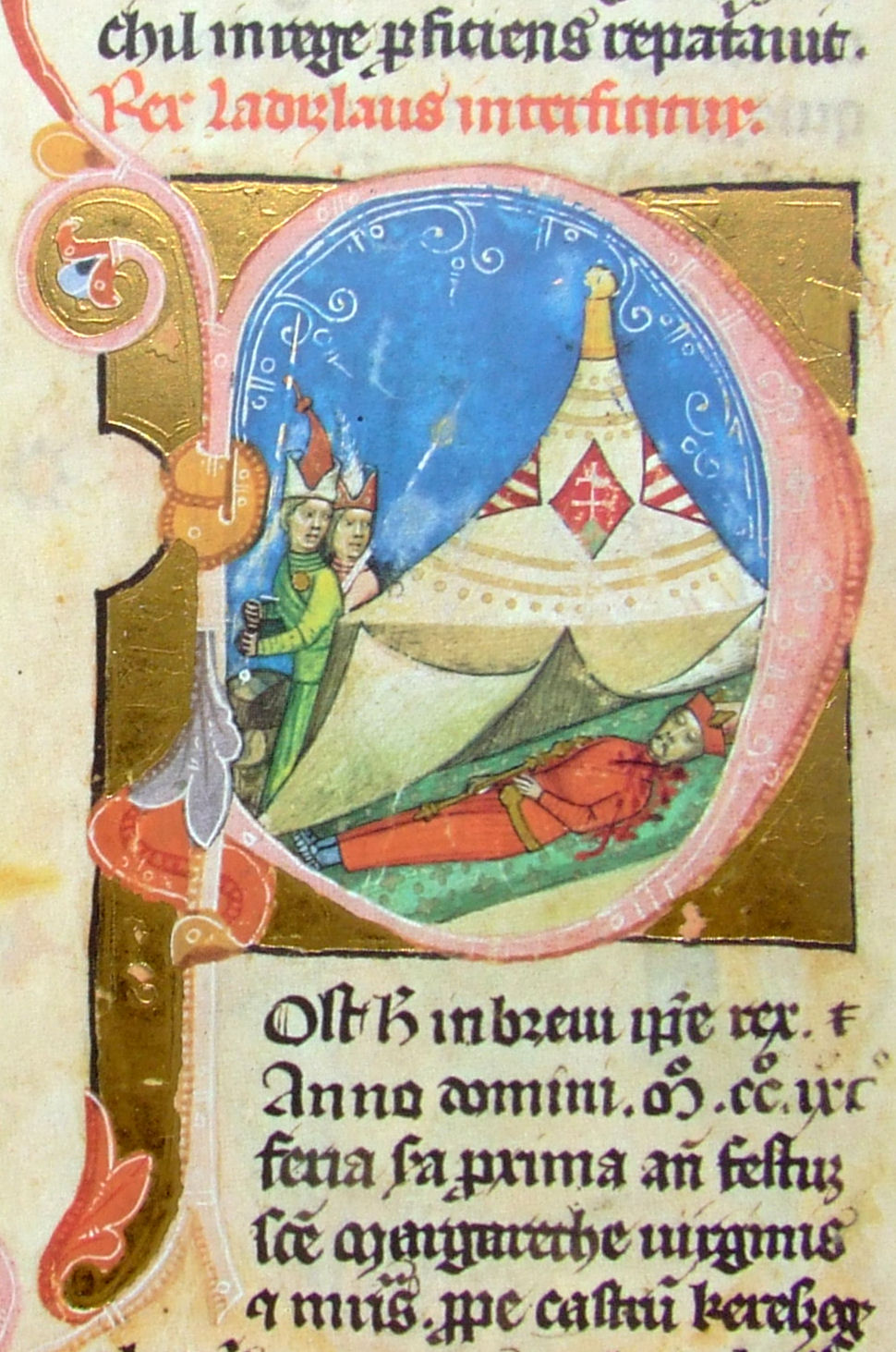
Kumáni roku 1290 zavraždili uherského krále Ladislava Kumána
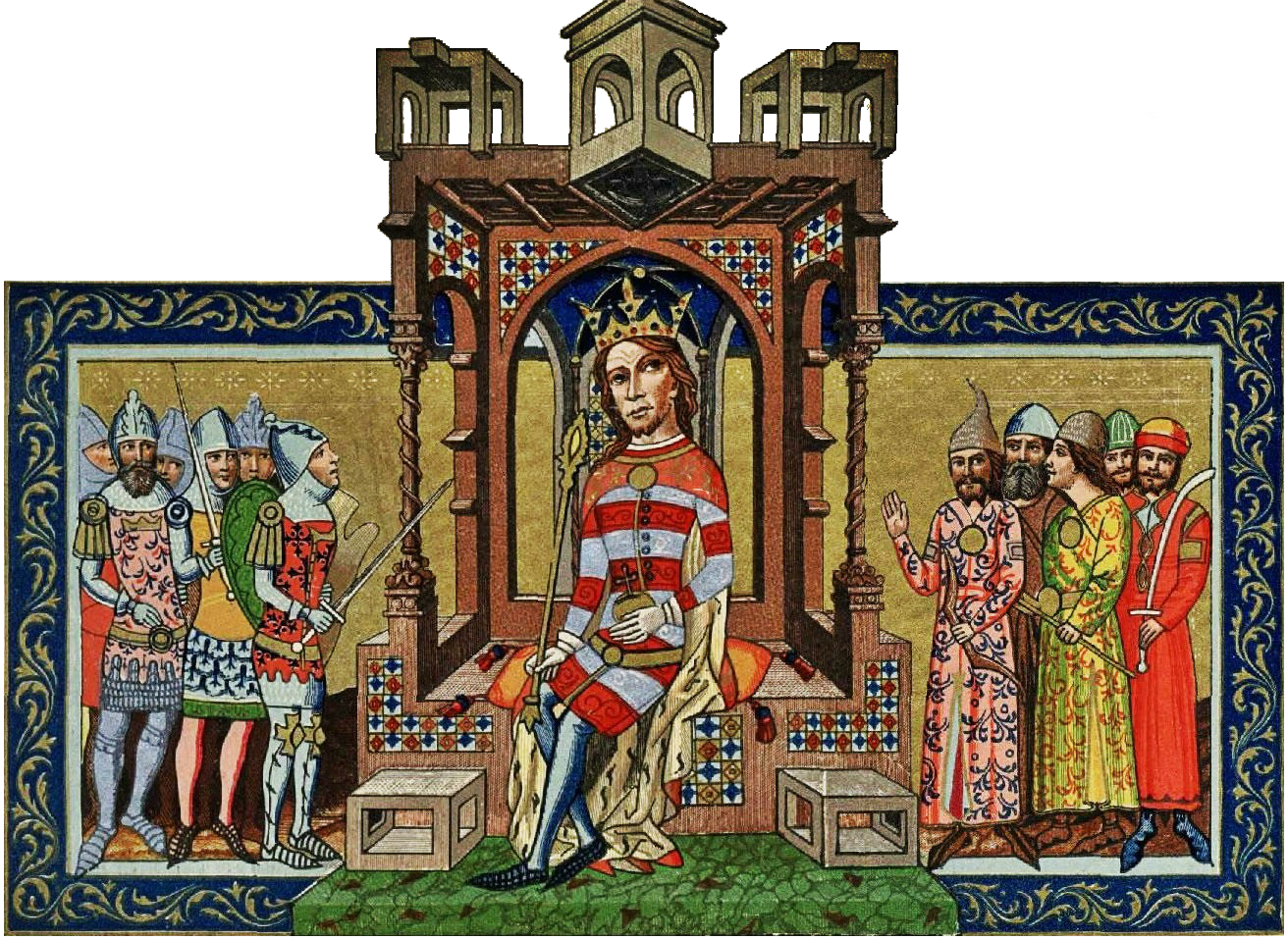
Uherský král Ludvík I. s Kumány po svém boku (vpravo)
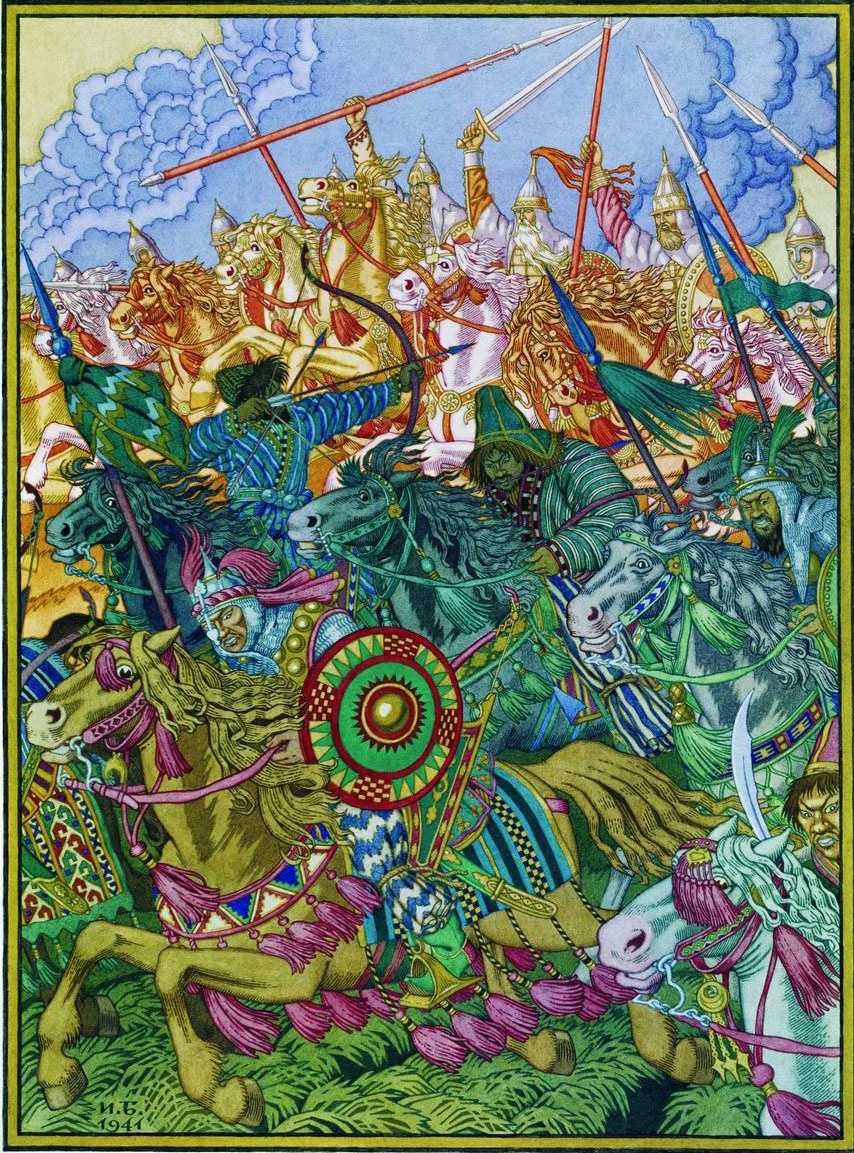
Ilustrace k eposu Slovo o pluku Igorově
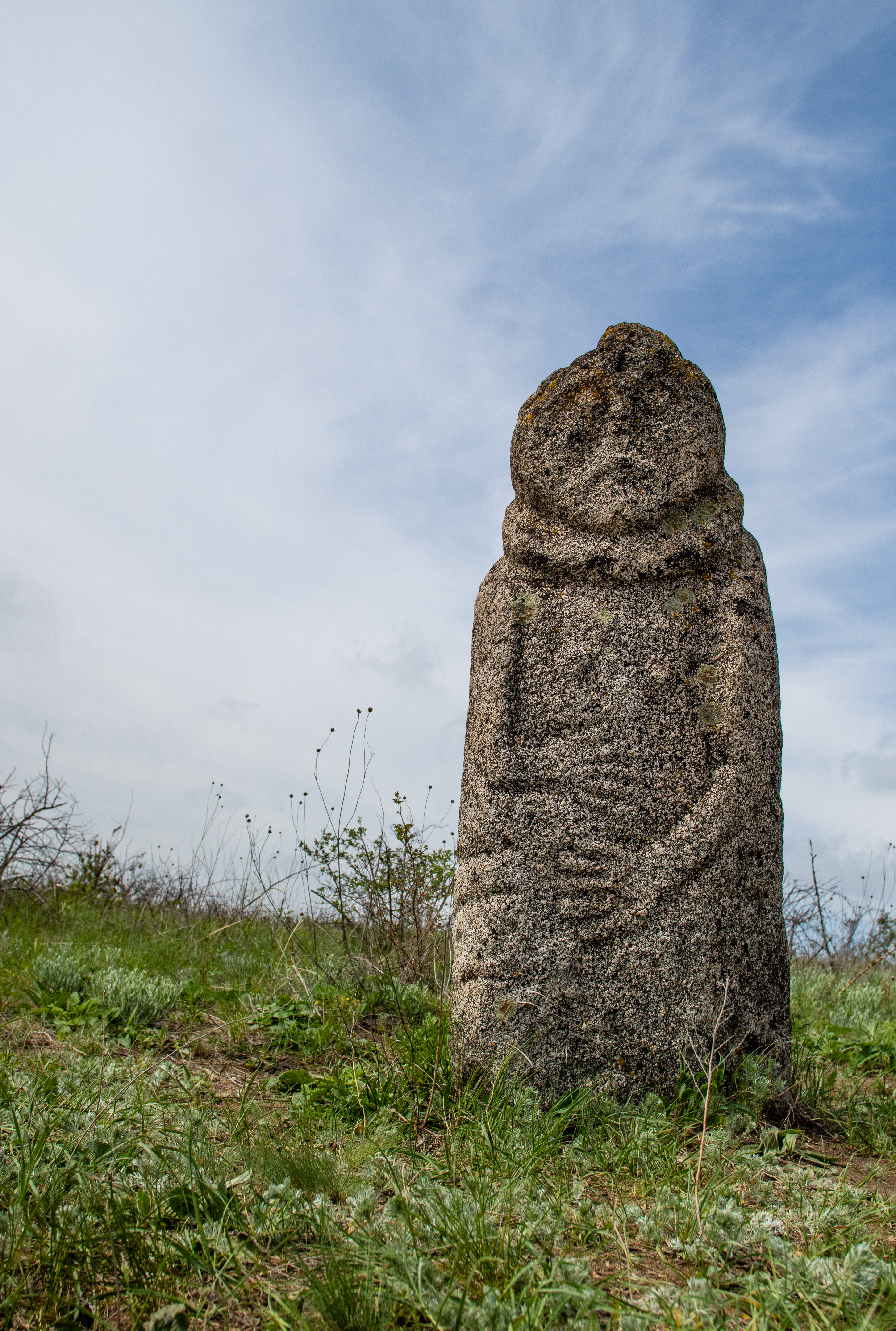
Jedna ze soch Polovců na Ukrajině
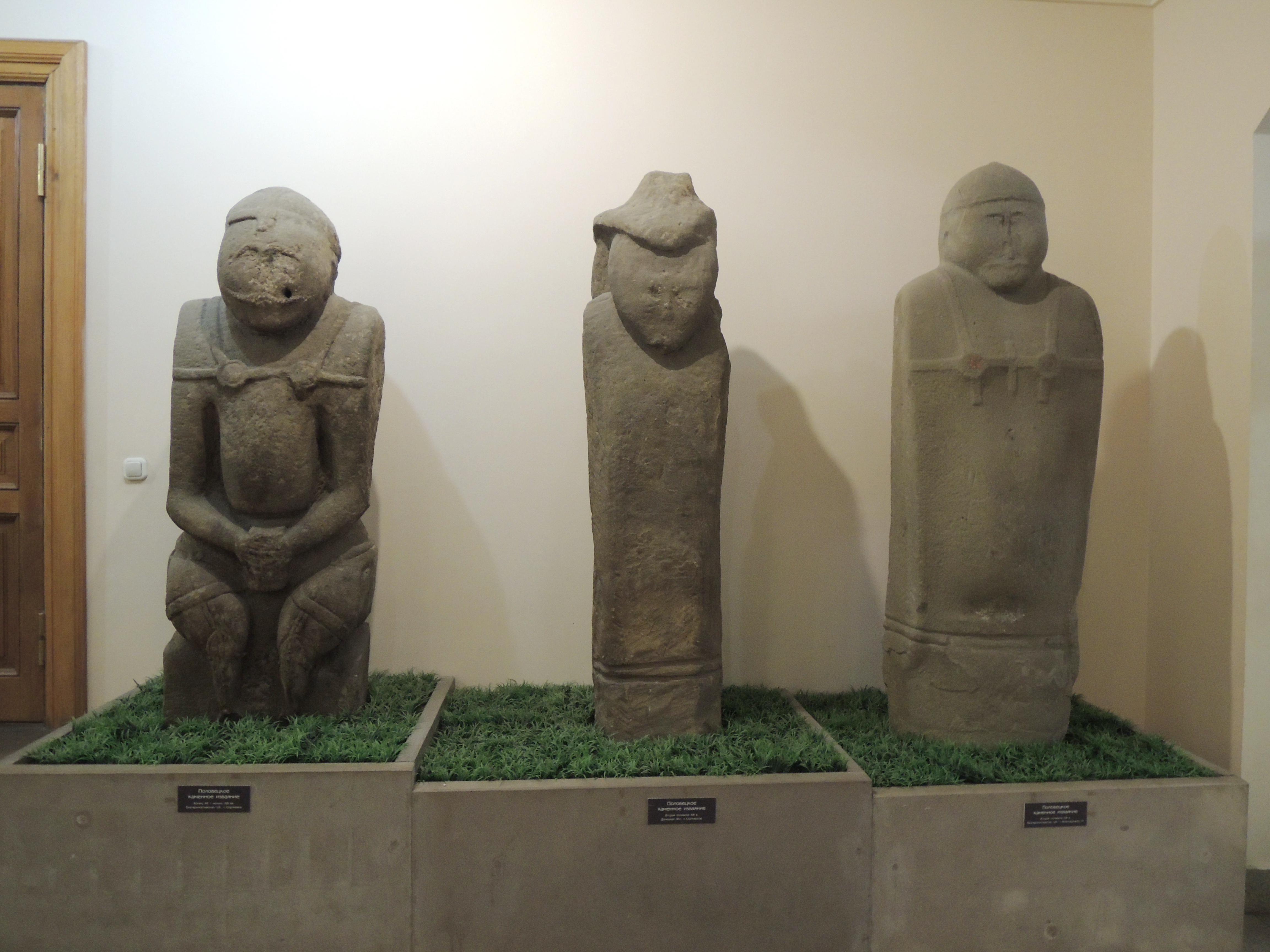
Kumánské sochy v muzeu v Rusku

## Seznam kumánských chánů
1. Torak-chán (Turug, 641–644, † 656), stejné jméno je identifikované v Osmanském rodokmenu
2. Aj Kutluk (644–???, † 685)
3. Čemen Dur (667–671, † 724)
4. Jasak († 768?)
5. Tur Temur (779?)
6. Gazi Neli-chán (833?)
7. Bilge Kül-chán (???)
8. Kara-chán (887?)
9. Sungur († 941?)
10. Bulgaj († 995?)
11. Turadž Ortuk († 1049?)
12. Bulši-chán (???–1050)
13. Šaru († 1060?–1068?), jeho bratr Sakur († 1052?) byl předek osmanských sultánů
14. Kurkulu a Sakal (???–1061), měl dva syny: Sakal-chána a Asep-chána
15. Asep-chán (1070–1082), bratr Sakal-chána
16. Tugor-chán (???–1096)
17. Bonjak-chán Mangy (1096–1111)
18. Otrok-chán (1111–1146), byl v opozici
19. Ajjup-chán (???–1117)
20. Aepak-chán (???–1120), měl tři syny: Sotana, Begluka a Kozela
21. Kobjak-chán (1146–1183), byl v opozici
22. Sotan-chán (???–1140)
23. Begluk-chán (???–1160)
24. Kozel (???–1160), byl Sotanův a Beglukův bratr
25. Gazi-chán (???–1184)
26. Konček-chán (1183–1194)
27. Togli-chán (1190–1192)
28. Kuntuvdi-chán (1192–???)
29. Daniel Kobiakovič (???–1220), syn Kobjakův
30. Juri Končakovič (???–1220), syn Končekův
31. Köten (1194–1223, † 1241), měl dvě děti: syna Bachmu a dceru Alžbětu, manželku krále Štěpána V. z Maďarska. Byla předek evropských a britských králů.
32. Borc-chán (1220–???), vládl ve historickém Valašsku (Munténie a Olténie)
33. neznámý (1223–1236), byl v Mongolské hordě
34. Bachma (1236–1237), byl v opozici
35. identita neznámá (1236–1266), byl v Bílé hordě
36. identita neznámá (1266–1299), byl v Nogajské hordě
37. identita neznámá (1299–1361), byl v Bílé hordě
38. identita neznámá (1361–1381), byl v Mamajské hordě
39. identita neznámá (1381–1390), byl v Modré hordě
40. Pulad-beg (1389–1390)
41. Tímúr Taš (1390–???)
42. Kutluk Tímúr (1394–1398), v Zlaté hordě 1394–1400
43. identita neznámá (1398–1406), v Bílé hordě
44. Tímúr Pulad (1406–1407,† 1412), v Zlaté hordě 1407–1412
45. identita neznámá (1407–1427), v Bílé hordě[15]